# Alfa de l'Orada
Alfa de l'Orada (α Doradus) és l'estel més brillant de la constel·lació austral de l'Orada, sent la seva magnitud aparent +3,30. Es troba a 175 anys llum de distància del sistema solar.
Alfa de l'Orada és un estel binari les components del qual estan visualment separades només unes desenes de segons d'arc. Alfa de l'Orada A és una geganta blanca de tipus espectral A0IIIs amb una lluminositat equivalent a 157 sols. Té un radi 2,8 vegades més gran que el del Sol i una massa 3 vegades major que la massa solar. Alfa de l'Orada B és un estel subgegant de tipus espectral B9 amb un radi un 90 % més gran que el radi solar. Té una massa de 2,7 masses solars i una lluminositat 68 vegades superior a la lluminositat solar. La distància que separa ambdós estels oscil·la entre 1,9 ua i 17,5 ua a causa de l'acusada excentricitat de l'òrbita. El període orbital d'aquesta binària és de 12,1 anys.
Alfa de l'Orada A mostra un espectre peculiar especialment ric en silici. Aquest element sembla estar concentrat en una taca magnètica de la superfície estel·lar, la qual cosa permet conèixer el període de rotació de l'estel (2,95 dies). En conseqüència, és un variable, del tipus Alpha² Canum Venaticorum, la lluentor del qual oscil·la entre magnitud +3,26 i +3,30.